# Богданов, Аркадий Филиппович
Арка́дий Фили́ппович Богда́нов (5 августа 1906 — апрель 1965) — советский государственный и военно-политический деятель, председатель Верховного Совета Удмуртской АССР (1955—1959), участник Великой Отечественной войны, майор.

## Биография
Родился 5 августа 1906 года в деревне Солдырь Понинской волости Глазовского уезда Вятской губернии Российской империи. По национальности удмурт.
В 1929 году секретарь Понинского волостного комитета ВЛКСМ Вотской автономной области. С 1929 года по 1931 год учащийся и заведующий заочным сектором Вотской областной советско-партийной школы в городе Ижевск. В 1931 году вступил в ВКП(б). 30 ноября 1931 года призван в Рабоче-крестьянскую Красную армию. С 1933 года военрук Глазовской районной советско-партийной школы. С 1934 года помощник начальника политотдела Дебесской машинно-тракторной станции по комсомолу. С 1935 года секретарь Дебесского районного комитета ВЛКСМ. С 1936 года заведующий отделом руководящих комсомольских работников Удмуртского областного комитета ВЛКСМ в г. Ижевск. С 1937 года первый секретарь Пычасского районного комитета ВКП(б). С 27 июня 1941 года вновь в РККА, участник Великой Отечественной войны. С 1 декабря 1941 года начальник политического отдела Сталинградского дивизионного района ПВО, затем заместитель начальника политотдела Сталинградского корпусного района ПВО Сталинградского фронта. В связи с отменой института военных комиссаров и введения единоначалия в Красной армии в конце 1942 года переаттестован в майора. С 1943 года начальник политотдела 1882-го зенитного артиллерийского полка Закавказского фронта. Демобилизован 26 марта 1946 году и работал первым секретарём Красногорского районного комитета ВКП(б). С 1949 года по 1951 год слушатель двухгодичной Областной партийной школы при Удмуртском областном комитете ВКП(б) в г. Ижевск, после чего был первым секретарём Дебесского районного комитета КПСС, затем первым секретарём Алнашского районного комитета КПСС. С апреля 1955 года по март 1959 года Председатель Верховного Совета Удмуртской АССР.
Скончался в апреле 1965 года

## Воинские звания
- Батальонный комиссар — 1941 год;
- Майор — 1942 год.

## Награды
- Орден Ленина;
- Орден Отечественной войны II степени (10.07.1943);
- Медаль «За оборону Сталинграда»;[5]
- и другие медали.